# Corynactis hoplites
Corynactis hoplites är en korallart som beskrevs av Alfred Cort Haddon och Shackleton 1893. Corynactis hoplites ingår i släktet Corynactis och familjen Corallimorphidae. Inga underarter finns listade i Catalogue of Life.